# 托马斯·雷克
托马斯·雷克（德語：Thomas Reck，1964年1月16日—），德国男子曲棍球运动员。他曾代表西德国家队参加1984年和1988年夏季奥林匹克运动会曲棍球比赛，获得二枚银牌。